# Metamorfosi (mitologia)
|  | No s'ha de confondre amb Metamorfosi (ficció). |

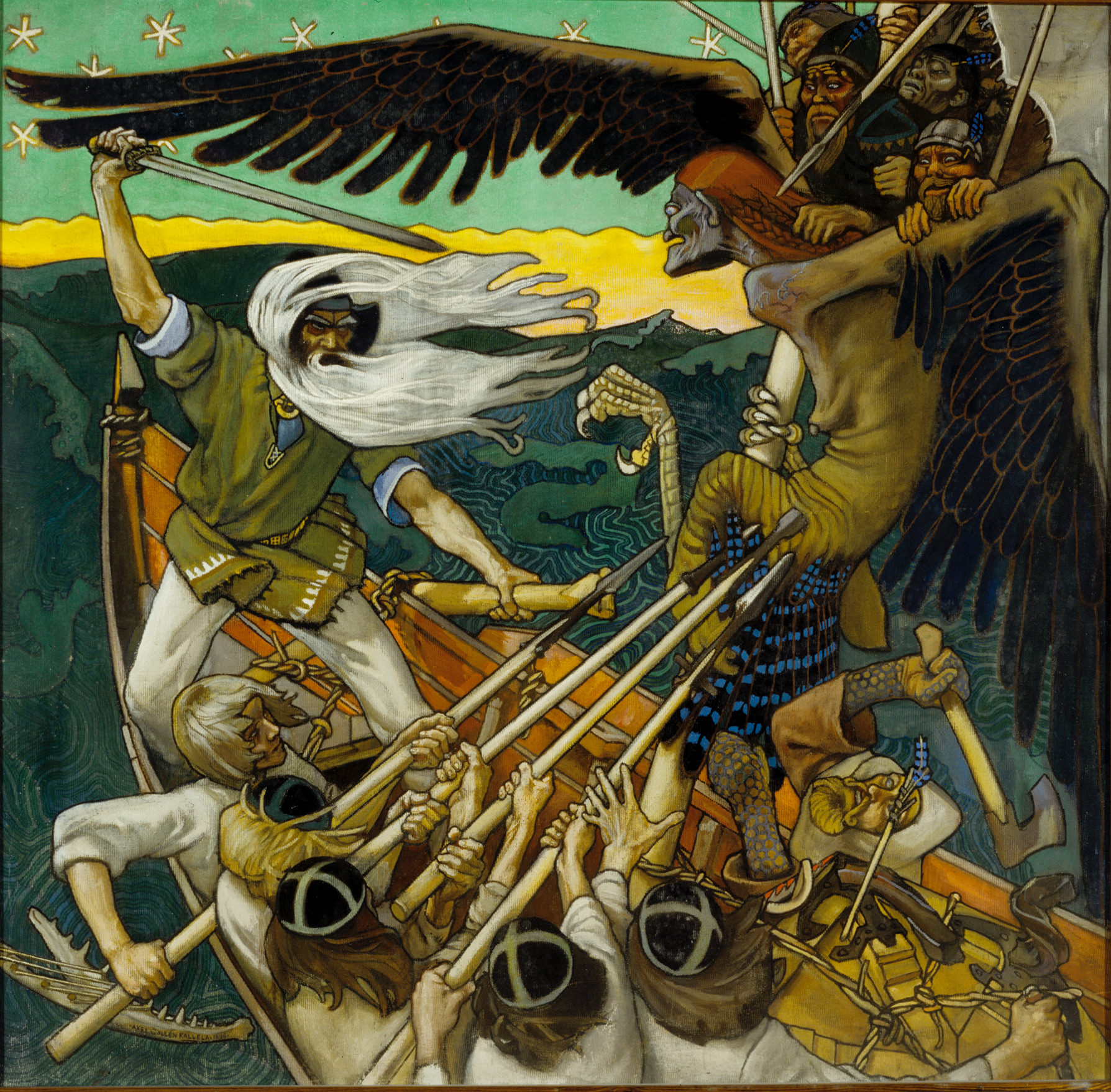
Louhi atacant Väinämöinen en forma d'àguila gegant amb les seves tropes a l'esquena quan intentava robar Sampo, en el poema èpic finlandès Kalevala de Elias Lönnrot.(La defensa del Sampo, Akseli Gallen-Kallela, 1896)

En la mitologia i el folklore la metamorfosi és la capacitat de transformar-se físicament mitjançant una capacitat inherentment sobrehumana, la intervenció divina, la manipulació demoníaca, la bruixeria, els encanteris o haver heretat la capacitat. La idea del canvi de forma es troba en les formes més antigues de totemisme i xamanisme, així com en la literatura i els poemes èpics més antics com l’Epopeia de Gilgamesh i la Ilíada. El concepte continua sent un element habitual en la fantasia moderna, la literatura infantil i la cultura popular.
Les criatures populars que canvien de forma en el folklore són els homes llop i els vampirs (principalment d'origen europeu, canadenc i americà natiu), l'huli jing de l'Àsia oriental (inclosos el kitsune japonèsos i el kumiho coreà) així com els déus, deesses i dimonis de nombroses mitologies, com el nòrdic Loki o el grec Proteu. La metamorfosi en forma de llop es coneix específicament com licantropia, i aquestes criatures que pateixen aquest canvi s’anomenen licàntrops. Teriantropia és el terme més general per als canvis d'humans a animals, però poques vegades s’utilitza en aquesta capacitat. També hi ha casos en què les deïtats transformessin els mortals en animals i plantes. Altres termes per als canvis de formes inclouen metamorfisme, el caminador de pell Navajo, la imitació i teriàntrop. Tot i que la idea popular d’una metamorfosi és la d’un ésser humà que es converteix en una altra cosa, hi ha nombroses històries sobre animals que també es poden transformar.

## Grecs i romans

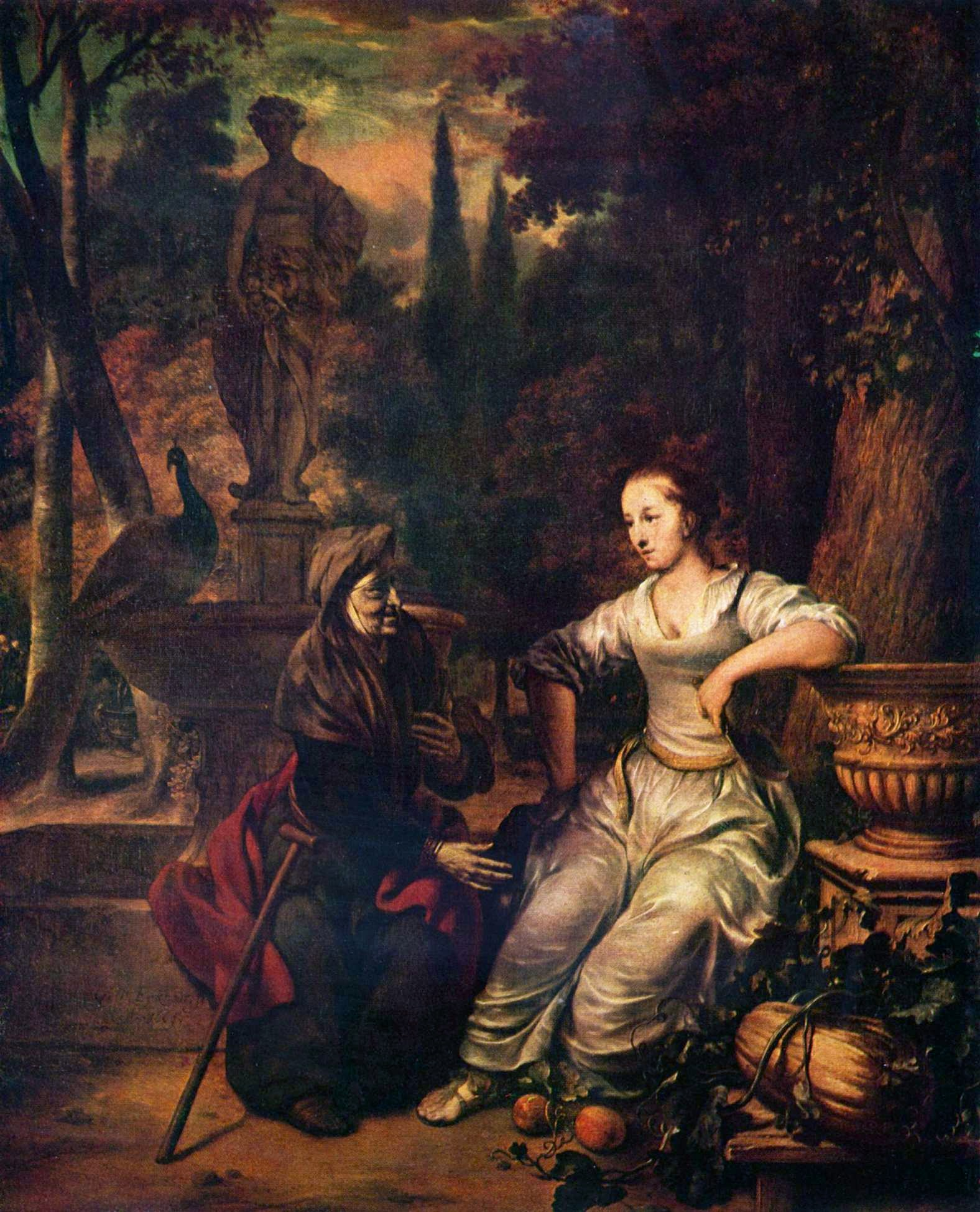
Vertumne, en forma de dona vella, que atrapa Pomona, de Gerbrand van den Eeckhout.

Pel que fa a la literatura clàssica n'hi ha molts exemples en Les Metamorfosis d'Ovidi. Circe converteix els seus amics en porcs en la Odissea d'Homer. Luci Apuleu esdevé un burro a Les Metamorfosis d'Apuleu. Proteu va destacar entre els déus pel seu canvi de forma; tant Menelau com Aristeu se'l van apoderar per conèixer-lo i només van prosperar perquè van aguantar durant els seus diversos canvis. Nereu va explicar a Hèracles on trobar les pomes de les Hespèrides per la mateixa raó.
Metis, la primera esposa de Zeus i la mare de la deessa Atenea, podia canviar la seva aparença per ser tot allò que volgués. En una història, estava tan orgullosa que el seu marit, Zeus, la va enganyar perquè es convertís en una mosca. Llavors se la va empassar perquè temia que ell i Metis tinguessin un fill que seria més poderós que el mateix Zeus. Metis, però, ja estava embarassada. Es va mantenir viva dins del seu cap i va construir armadures per a la seva filla. El cop dels metalls que portava va fer que Zeus tingués mal de cap, de manera que Hefest el va colpejar al cap amb una destral. Atena va brollar del cap del seu pare, plenament adulta i amb armadura de batalla.
En la mitologia grega, la transformació és sovint un càstig dels déus als humans.
- Zeus va transformar el rei Licàon i els seus fills en llops (d'aquí la licantropia) com a càstig per matar els fills de Zeus o servir-li la carn del propi fill assassinat de Licàon, Níctim, segons la versió exacta del mite.
- Ares va assignar a Alectrió que vigilés els altres déus durant la seva aventura amb Afrodita, però es va quedar adormit, cosa que va provocar el seu descobriment i humiliació. Ares el va convertir en un gall, que sempre canta per anunciar el matí.
- Demèter va transformar Ascàlab en un llangardaix per burlar-se de la seva pena i set durant la cerca de la seva filla Persèfone. També va convertir el rei Lincos en un linx per intentar assassinar el seu profeta Triptòlem.
- Atena va transformar Aracne en una aranya per desafiar-la com a teixidora i / o teixir un tapís que insultava els déus. També va convertir Nictímene en un mussol, tot i que en aquest cas va ser un acte de misericòrdia, ja que la noia volia amagar-se de la llum del dia per vergonya de ser violada pel seu pare.
- Àrtemis va transformar Acteó en un cérvol per espiar-la banyant-se, i més tard va ser devorat pels seus propis gossos de caça.
- Galantis es va transformar en una Mustela o gat després d'interferir en Hera per dificultar el naixement d'Hèracles.
- Atalanta i Hipòmenes es van convertir en lleons després de fer l'amor en un temple dedicat a Zeus o Cíbele.
- Io era una sacerdotessa d'Hera a Argos, una nimfa que va ser violada per Zeus, que la va canviar per una vedella per fugir de la detecció.
- Hera va castigar el jove Tirèsias transformant-lo en dona i, set anys després, de nou en home.
- El rei Tereu, la seva dona Procne i la seva germana Filomela van ser convertits en ocells (una puput, una oreneta i un rossinyol respectivament), després que Tereu violés Filomela i li tallés la llengua, i en venjança ella i Procne li van servir la carn del seu assassinat fill Itys.

Mentre que els déus grecs podrien utilitzar la transformació de manera punitiva, com Medusa, es va convertir en un monstre per tenir relacions sexuals (violada en la versió d'Ovidi) amb Posidó al temple d'Atena, és frequent que els contes que l'utilitzin siguin d’aventures amoroses. Zeus es va transformar repetidament per apropar-se als mortals com a mitjà d'accés:
- Dànae com una pluja d'or
- Europa com un toro
- Leda com un cigne
- Ganímedes, com àguila
- Alcmena com el seu marit Amfitrió
- Hera com un cucut
- Leto com a guatlla
- Semele com a pastor mortal
- Io, com un núvol

Vertumne es va transformar en una vella per accedir a l'hort de Pomona allà, la va convèncer perquè es casés amb ell.

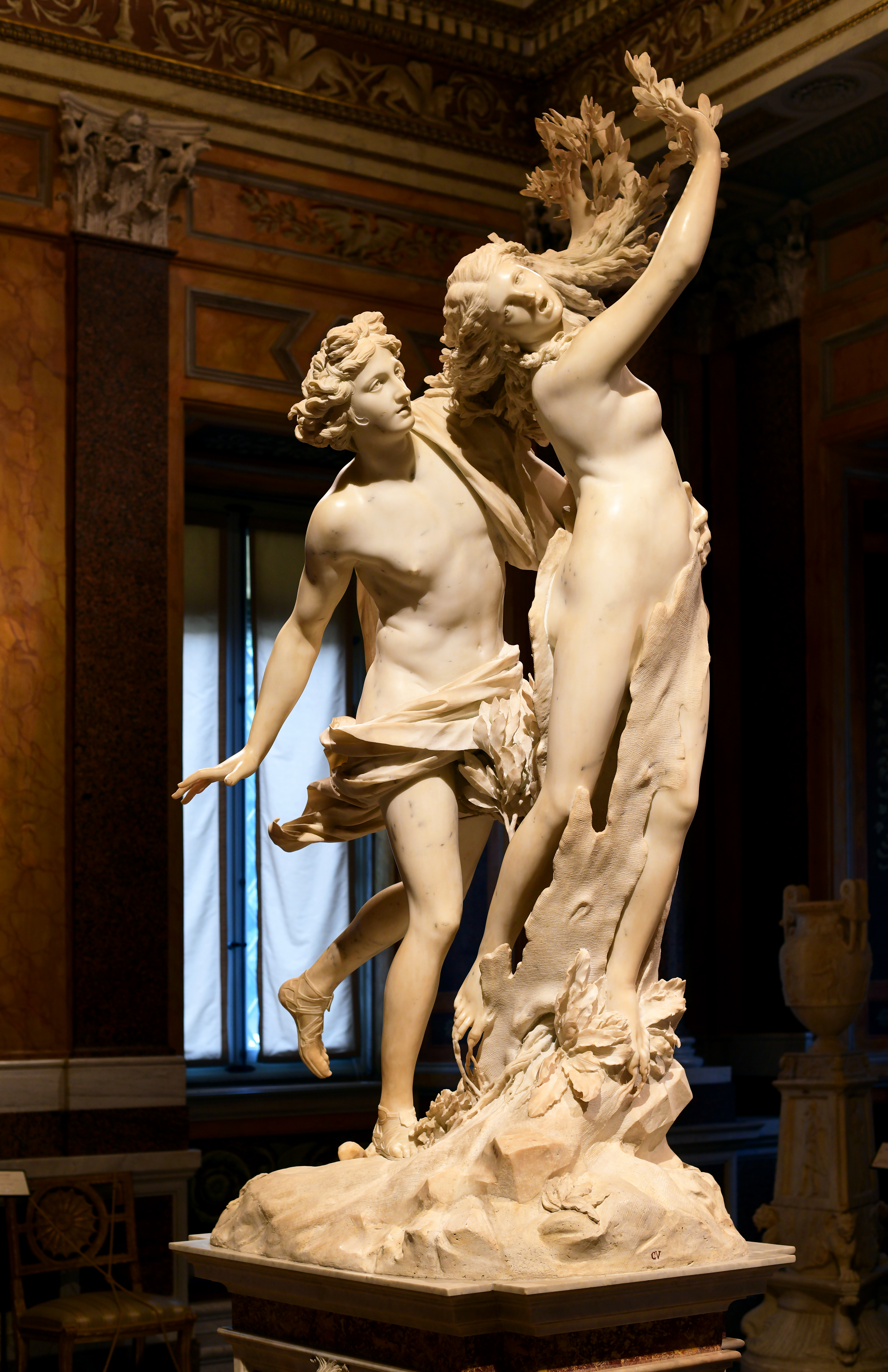
Gian Lorenzo Bernini, Apol·lo persegueix a una Dafne que no es vol transformar en un llorer

En altres contes, la dona va apel·lar a altres déus perquè la protegissin de la violació i es va transformar. Dafne en un llorer i Coronis en un corb. A diferència del canvi de forma de Zeus i altres déus, aquestes dones van ser metamorfosades permanentment.
En un conte, Demèter es va transformar en una euga per escapar de Posidó, però Posidó es va transformar en un semental per perseguir-la i la va violar. Ceneu, havent estat violada per Posidó, li va exigir que es canviés per un home. Va acceptar i ella es va convertir en Ceneu, una forma que mai va perdre, excepte, en algunes versions, després de la mort.
Com a recompensa final dels déus per la seva hospitalitat, Filemó i Baucis es van transformar, en morir, en un parell d’arbres.
De vegades, les metamorfosis transformaven els objectes en humans. En els mites de Jàson i Cadme, una de les tasques de l'heroi era sembrar les dents del drac; en ser sembrats, es transformarien en guerrers bel·ligerants, i els dos herois van haver de llançar una roca per enganyar-los a lluitar entre ells per sobreviure. Deucalió i Pirra van repoblar el món després d'una inundació llançant pedres darrere d'ells; es van transformar en persones. Cadme es va transformar en drac o serp cap al final de la seva vida. Pigmalió es va enamorar de Galatea, una estàtua que havia fet. Afrodita es va compadir d’ell i va transformar la pedra en una dona viva.

## Britànics i irlandesos
Les fades, les bruixes i els bruixots es van distingir en la literatura i el folklore per la seva capacitat de canviar de forma. No totes les fades podien canviar de forma, i algunes es limitaven a canviar la seva mida, com succeïa amb els spriggans, i d'altres a algunes formes i altres fades podrien tenir només l’aspecte d’un canvi de forma, a través del seu poder, anomenat “glamour”, per crear il·lusions. Però d'altres, com Hedley Kow, podien canviar a moltes formes, i els mags humans i sobrenaturals eren capaços d’ambdós canvis i d’infligir-los a d'altres.
Les bruixes es podrien convertir en llebres i d’aquesta forma robar llet i mantega.
Molts contes de fades britànics, com Jack the Giant Killer i The Black Bull of Norroway, presenten un canvi de forma.

## Celtes
Pwyll va ser transformat per Arawn en la forma pròpia d'Arawn, i Arawn es va transformar en Pwyll.
Llwyd ap Cil Coed va transformar la seva dona i els seus auxiliars en ratolins per atacar una collita com a venjança; quan la seva dona és capturada, es va convertir ell mateix en clergue per intentar pagar un rescat.
Gilfaethwy va cometre una violació amb l'ajuda del seu germà Gwydion. Tots dos es van transformar en animals, durant un any cadascun. Gwydion es va transformar en cérvol, truja i llop, i Gilfaethwy en cervell, senglar i lloba. Cada any tenien un fill. Math va convertir els tres joves animals en nois.
Els contes abunden sobre el selkie, un segell que pot eliminar la pell per entrar en contacte amb els humans només durant un breu període abans de tornar al mar. El clan MacColdrum dels mites de la fundació d'Uist inclou una unió entre el fundador del clan i un selkie de canvi de forma. Una altra d’aquestes criatures és el selkie escocès, que necessita la seva pell de foca per recuperar la seva forma. Aquestes històries que envolten aquestes criatures solen ser tragèdies romàntiques.

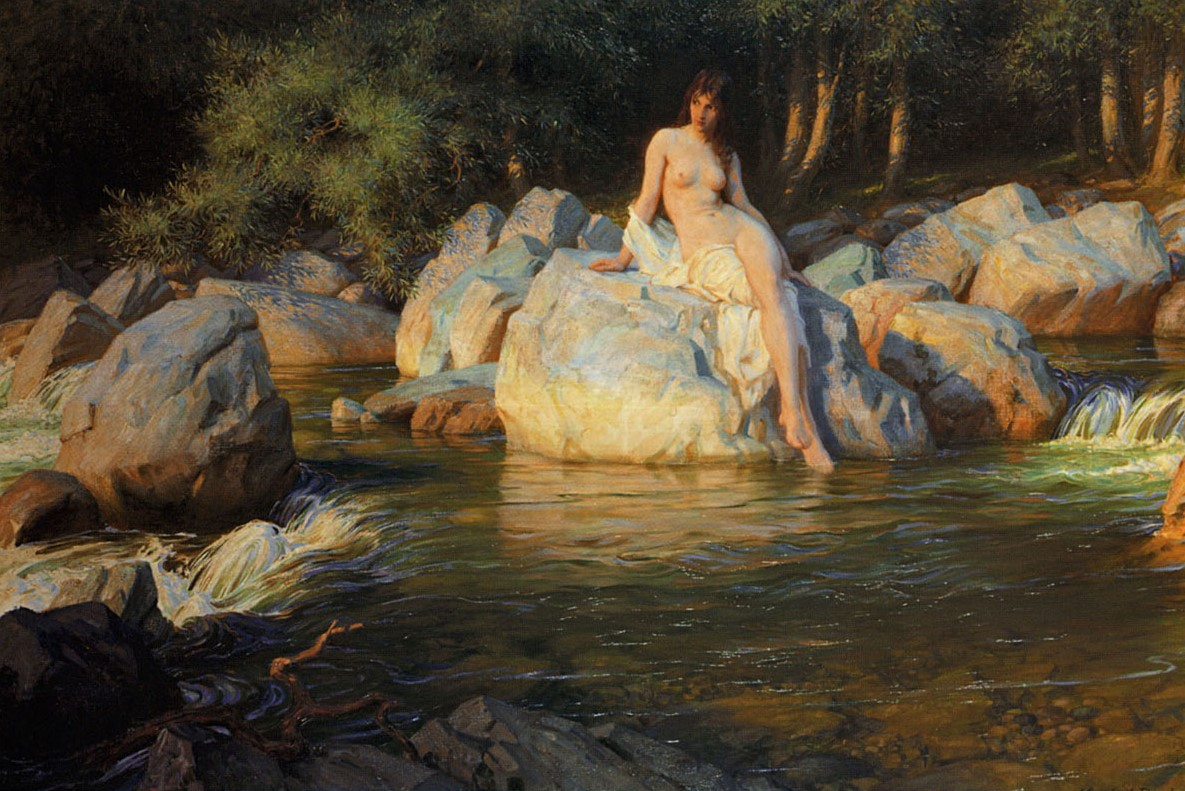
Kelpie de Herbert James Draper, transformat en humà

La mitologia escocesa presenta metamorfosis que permeten a diverses criatures enganyar, caçar i matar humans. Es deia que els esperits aquàtics, que habiten els llacs i vies fluvials d’Escòcia, apareixen com a cavalls o com a homes joves. Altres contes inclouen els kelpies que emergeixen de llacs i rius disfressats d’un cavall o d’una dona per atrapar i matar els viatgers cansats. Tam Lin, un home capturat per la Reina de les Fades, es transforma en tota mena de bèsties abans de ser rescatat. Finalment es va convertir en un carbó en flames i és llançat a un pou, amb el qual va reaparèixer en la seva forma humana. El motiu de capturar una persona mantenint-la a través de totes les formes de transformació és un fil conductor dels contes populars.
Potser el mite irlandès més conegut sigui el d’Aoife que va convertir els seus fillastres, els Fills de Lir, en cignes per desfer-se’n. De la mateixa manera, al Tochmarc Étaíne, Fuamnach converteix gelosament Étaín en una papallona. L'exemple més dramàtic de canvi de forma del mite irlandès és el de Tuan mac Cairill, l'únic supervivent de l'assentament d'Irlanda Partholón. Durant els seus segles de vida, es va convertir successivament en un cérvol, un senglar, un falcó i finalment un salmó abans de ser menjat i (com en el Wooing d'Étaín) va renéixer com a humà.
Sadhbh, l'esposa del famós heroi Fionn mac Cumhaill, va ser transformada en cérvol pel druida Fer Doirich quan va rebutjar els seus interessos amorosos.

## Nòrdics
Hi ha una quantitat important de literatura sobre els canvis de formes que apareixen en diversos contes nòrdics.
Lokasenna, Odin i Loki es burlen mútuament d’haver pres la forma de dones i descendents lactants que havien donat a llum. Una Edda del segle xiii relaciona que Loki pren la forma d’una egua per portar el corcel Sleipnir d’ Odin, que era el cavall més ràpid que ha existit mai, i també la forma d’una lloba que portava Fenrir.
Al Hyndluljóð, Freyja va transformar el seu protegit Óttar en senglar per dissimular-lo. També posseïa una capa de plomes de falcó que li permetia transformar-se en falcó, que Loki va agafar en préstec ocasionalment.
La Saga völsunga conté molts personatges de canvi de forma. La mare de Siggeir es va convertir en un llop per ajudar a torturar els seus cunyats derrotats amb morts lentes i ignominioses. Quan un, Sigmund, va sobreviure, ell i el seu nebot i fill Sinfjötli van matar homes amb pell de llop; quan es posaven les pells elles mateixes, eren maleïdes per convertir-se en homes llop.
Fafnir era originalment un nan, un gegant o fins i tot un humà, segons el mite exacte, però en totes les variants es va transformar en un drac —símbol de l’ avarícia— mentre guardava el seu mal acollit. Al seu germà, Ótr, li agradava passar temps com una llúdria, cosa que va provocar la seva mort accidental per part de Loki. De vegades es diu que el Nisse és un modificador de formes. Aquest tret també s’atribueix a Huldra .
Gunnhildr Konungamóðir, una figura que podria ser històrica i que apareix a les sagues islandeses, era l'esposa d'Eric el Sanguinari, i se li atribuïen poders màgics, inclòs el poder del canvi de forma per convertir-se quan vulgués en un ocell. És el personatge central de la novel·la Mare de Reis de Poul Anderson, que explica les seves habilitats per canviar de forma.